# Interwetten Racing

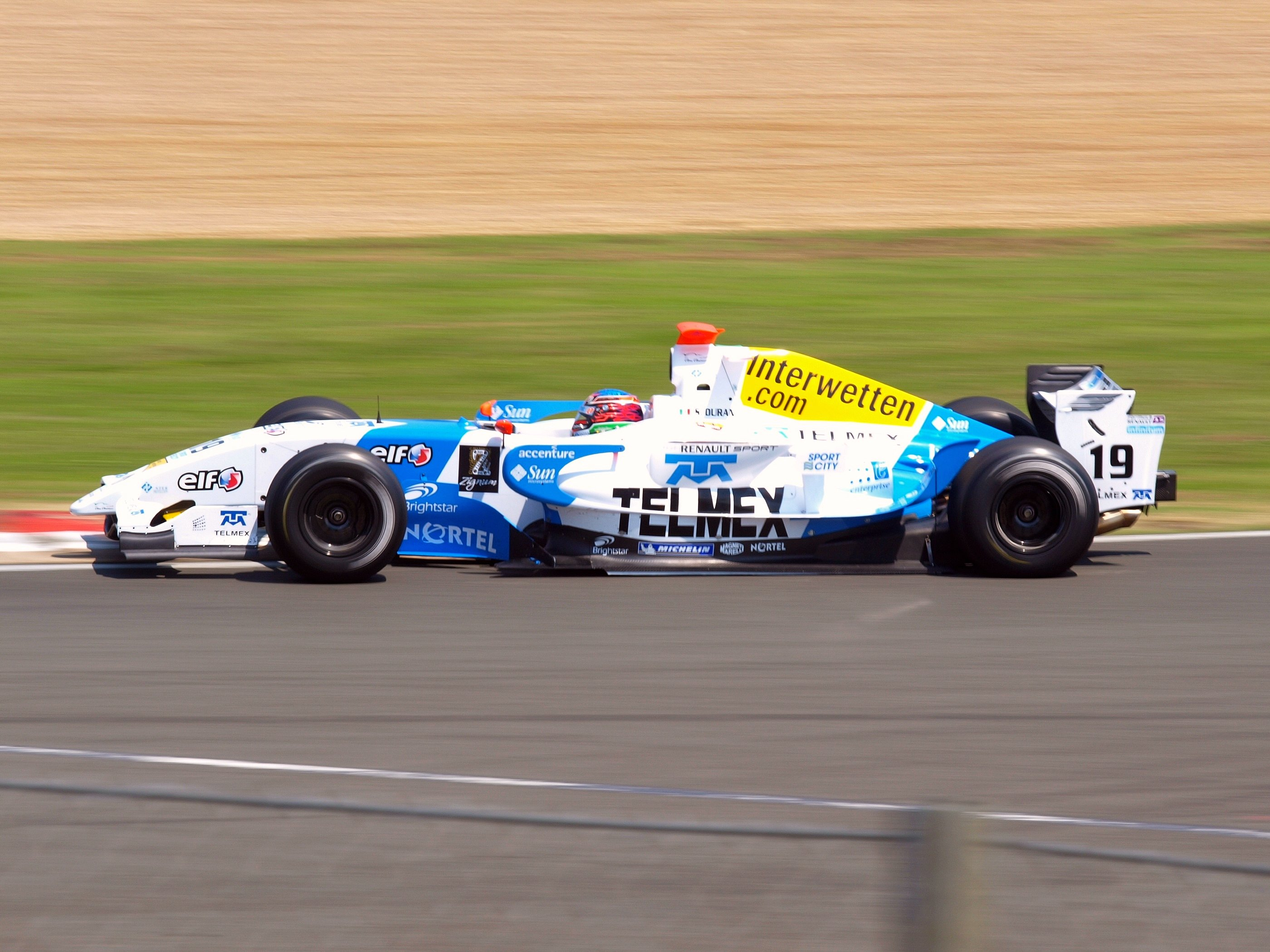
Salvador Durán tävlade för Interwetten.com i Formula Renault 3.5 Series 2008.

Interwetten.com Racing är ett österrikiskt racingteam som grundades av Walter Raus 2001. För närvarande tävlar Interwetten.com i Formula Renault 3.5 Series och MotoGP, men tidigare också Formel Volkswagen och Formula Renault V6 Eurocup.